# Алехо, Иван
Ива́н Але́хо Пера́льта (исп. Iván Alejo Peralta; 10 февраля 1995, Вальядолид, Испания) — испанский футболист, игрок клуба «Кадис».

## Карьера
Иван родился в Вальядолиде, Кастилия и Леон, и присоединился к молодёжной программе «Атлетико Мадрид» в 2011 году из клуба «Реал Вальядолид». Он дебютировал за третью команду «Атлетико» в 2014 году в Терсере. Позже, в июле 2014 года, Алехо был переведён в резервный состав, «Атлетико Мадрид B», играющий в Сегунде. После вылета команды, он согласился подписать трехлетнее соглашение с другой резервной командой «Вильярреал B», также играющем в третьем дивизионе. 19 июля 2016 года Алехо подписал двухлетний контракт с клубом Сегунды «Алькокрон». Он дебютировал за команду 20 августа того же года, став заменой Серджио Агузы во втором тайме домашней ничьей (0:0) против «Уэски».